# Bemelberger Schlössle
Als Bemelberger Schlössle wird der Stadtwohnsitz des Söldnerführers und Pfandinhabers der Herrschaften Ehingen, Schelklingen und Berg Konrad von Boyneburg in der Stadt Schelklingen im Alb-Donau-Kreis in Baden-Württemberg bezeichnet.

## Lage
Das Schlössle liegt im westlichen Gebiet der Altstadt (Bemelbergergasse 1 und 3) und grenzt mit der westlichen Außenseite an die ehemalige Stadtmauer und den Stadtgraben.

## Geschichte
Das Schlössle wurde um 1564/65 (dendrochronologische Datierung) durch Konrad von Bem(m)elberg d. Ä. (süddeutsche Namensform der Boyneburger) neu errichtet, unter Zusammenlegung mehrerer bürgerlicher Anwesen. Es handelt sich in seiner ursprünglichen Bauform um ein Renaissanceschlösschen, langgestreckt, mit ursprünglich zwei Stockwerken. Das Gebäude besteht aus drei Zonen. Die westliche Zone wurde später so umgebaut, dass ein drittes Stockwerk eingebaut werden konnte. Das Erdgeschoss hatte in allen drei Zonen ursprünglich ein "gestauchtes" Stichkappengewölbe; erhalten blieb es nur in der mittleren Zone. Der Anbau an der Südmauer wird von den historischen Bauforschern als Kapelle interpretiert. Nach der Bauaufnahme von 1783 (siehe Weblinks) war es jedenfalls das Treppenhaus. Die mittlere Zone wurde zur Erbauungszeit eventuell zu Wirtschaftsräumen genutzt. Die Küche befand sich im Gewölbe der westlichen Zone. 1783 hatte das Gebäude durchgehend drei Stockwerke, wobei die Küche sich jetzt im ersten Stock der Westzone befand. Die immer weitergehende Ausnutzung des Wohnraums ist darauf zurückzuführen, dass schließlich im 18. Jahrhundert drei Wohnparteien das Haus bewohnten.
Obwohl das Gebäude nicht die Ausmaße eines wirklichen Schlosses besitzt, war es für Konrad von Bemelberg als Altersruhesitz völlig ausreichend. Konrad von Bemelberg d. Ä. zog auch diesen Wohnsitz dem Stadtschloss Ehingen und der (allerdings wohl unbewohnbaren) Burg Schelklingen, welche ebenfalls zu seinem Pfand gehörten, vor. 1567 ist Konrad von Bemelberg d. Ä., also bereits zwei Jahre nach Baufertigstellung, in seinem Schlössle verstorben. Seinem Sohn Konrad von Bemelberg dem Jüngeren wurde nach dem Ableben seines Vaters die Pfandherrschaft von Seiten Österreichs auf Druck der Stadt Ehingen hin, die endlich die lästige Pfandherrschaft loswerden wollte, aufgekündigt. Dieser erwarb anschließend 1568 die Herrschaft Hohenburg-Bissingen, worauf die Familie von Bemelberg Schelklingen verließen und das Schlössle veräußerten.
Im 19. Jahrhundert wurde an die Nordseite des Schlössle ein überdachter Gang auf Freipfosten im ersten und zweiten Stockwerk angebaut, um die Räumlichkeiten von dieser Seite her zu erschließen. Der Treppenturm wurde zu einer Kapelle eingerichtet.

## Anlage
1783 wurde eine Bauaufnahme des Gebäudes (zusammen mit dem sogenannten „Neuen Haus“, Eckhaus Bemmelbergergasse – Stadtschreibereistrasse) durchgeführt, weil Graf Franz Ludwig Schenk von Castell (1736–1821) das zum Lehen "Schelklingen" gehörige Bemelberger Schlössle gegen das Neue Haus vertauschen wollte (siehe unter Weblinks). Bild 1 zeigt eine Seitenansicht des Bemelberger Schlössle von Süden mit dem angehängten Treppenhaus. In Bild 4 sieht man im unteren Teil das Erdgeschoss und im oberen Teil das erste Stockwerk. Bild 5 schließlich enthält den Grundriss des zweiten Stockwerks.

Wappen der süddeutschen Linie der Freiherren von Boyneburg, welche sich von Bem(m)elberg nannten
Konrad von Bemelberg, Gemälde von Petrus Dorisy, 1582
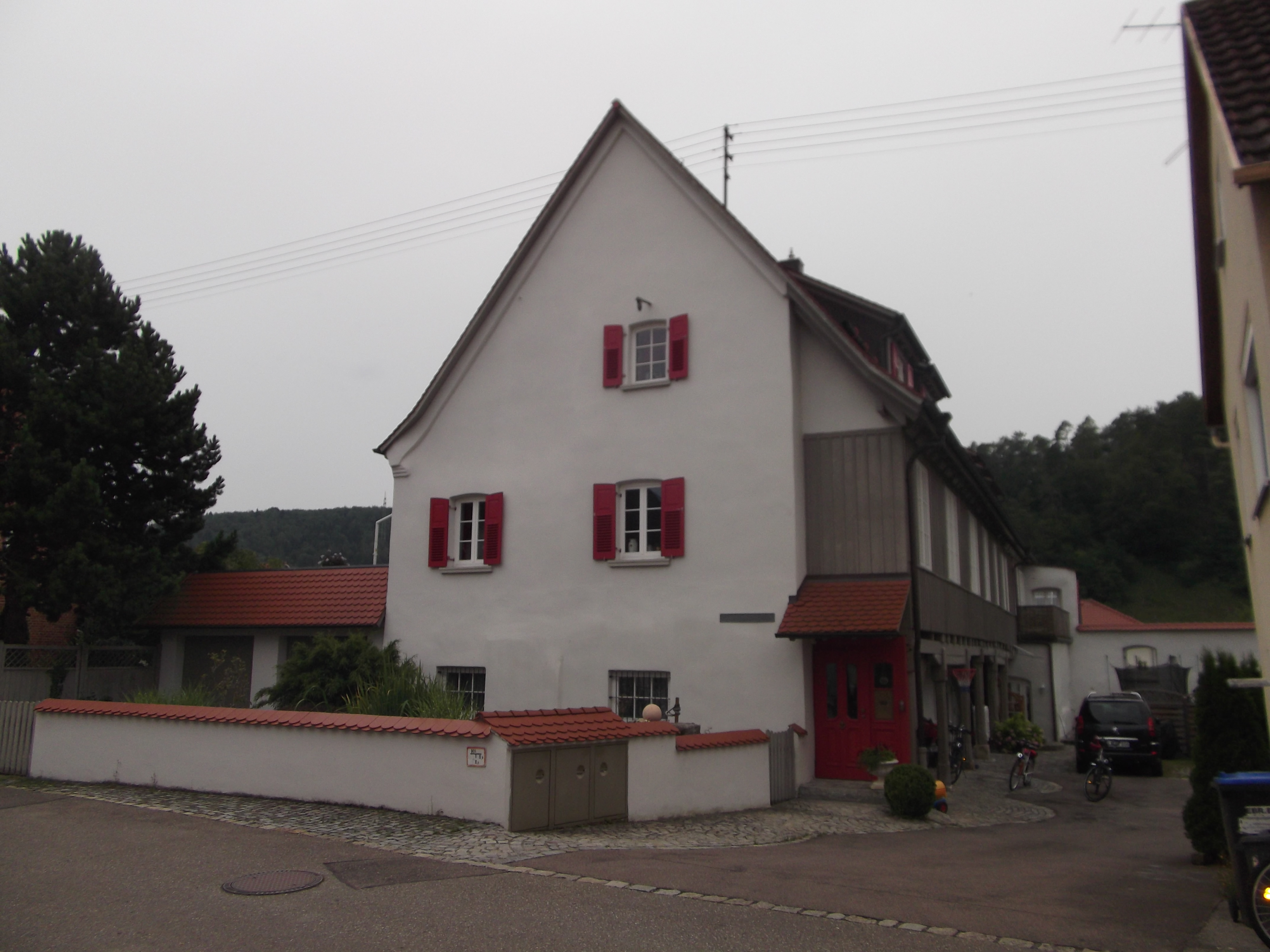
Eingang in den Innenhof
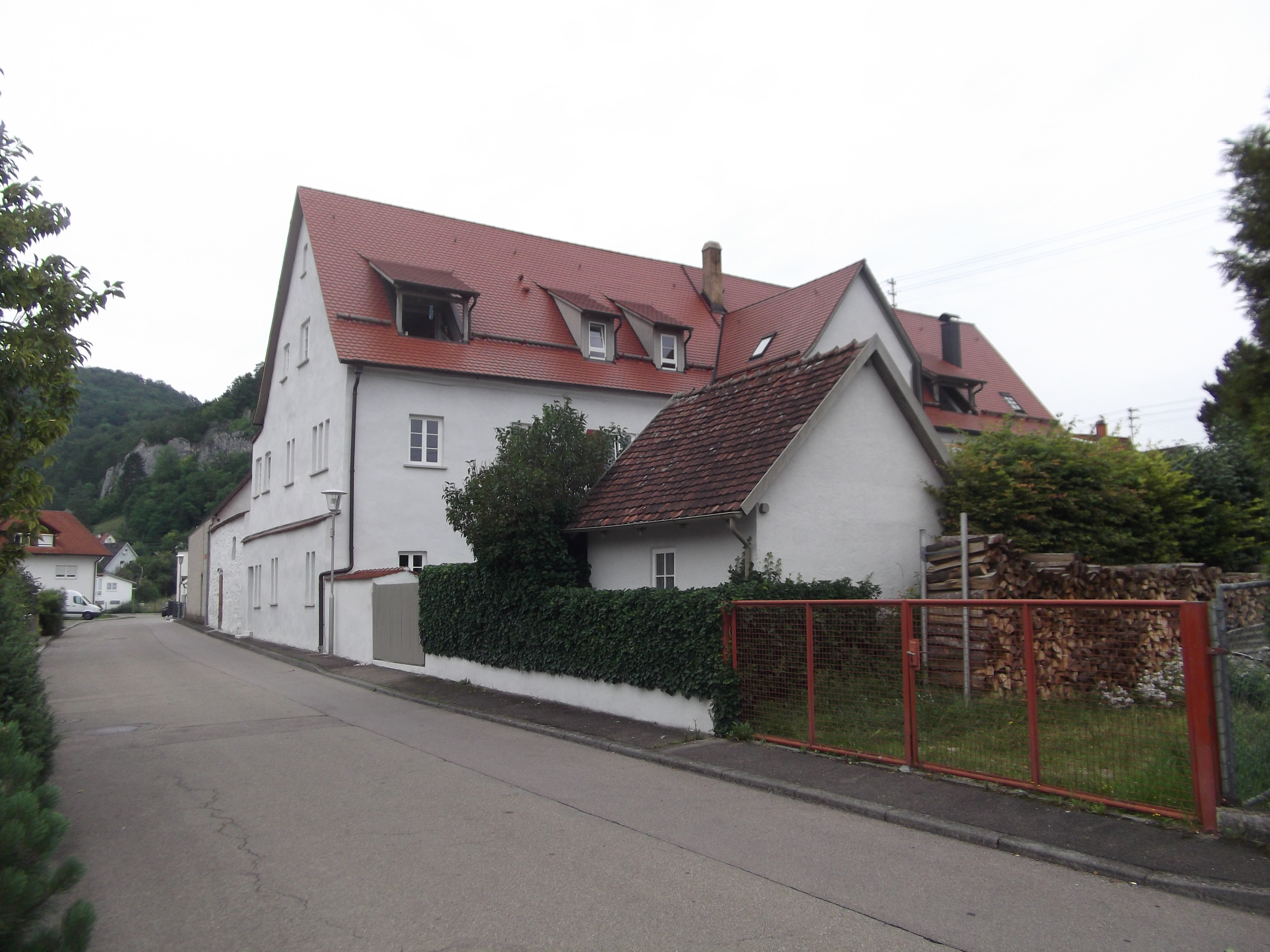
Ansicht vom ehemaligen Stadtgraben aus mit dem außen angehängten ehemaligen Treppenturm
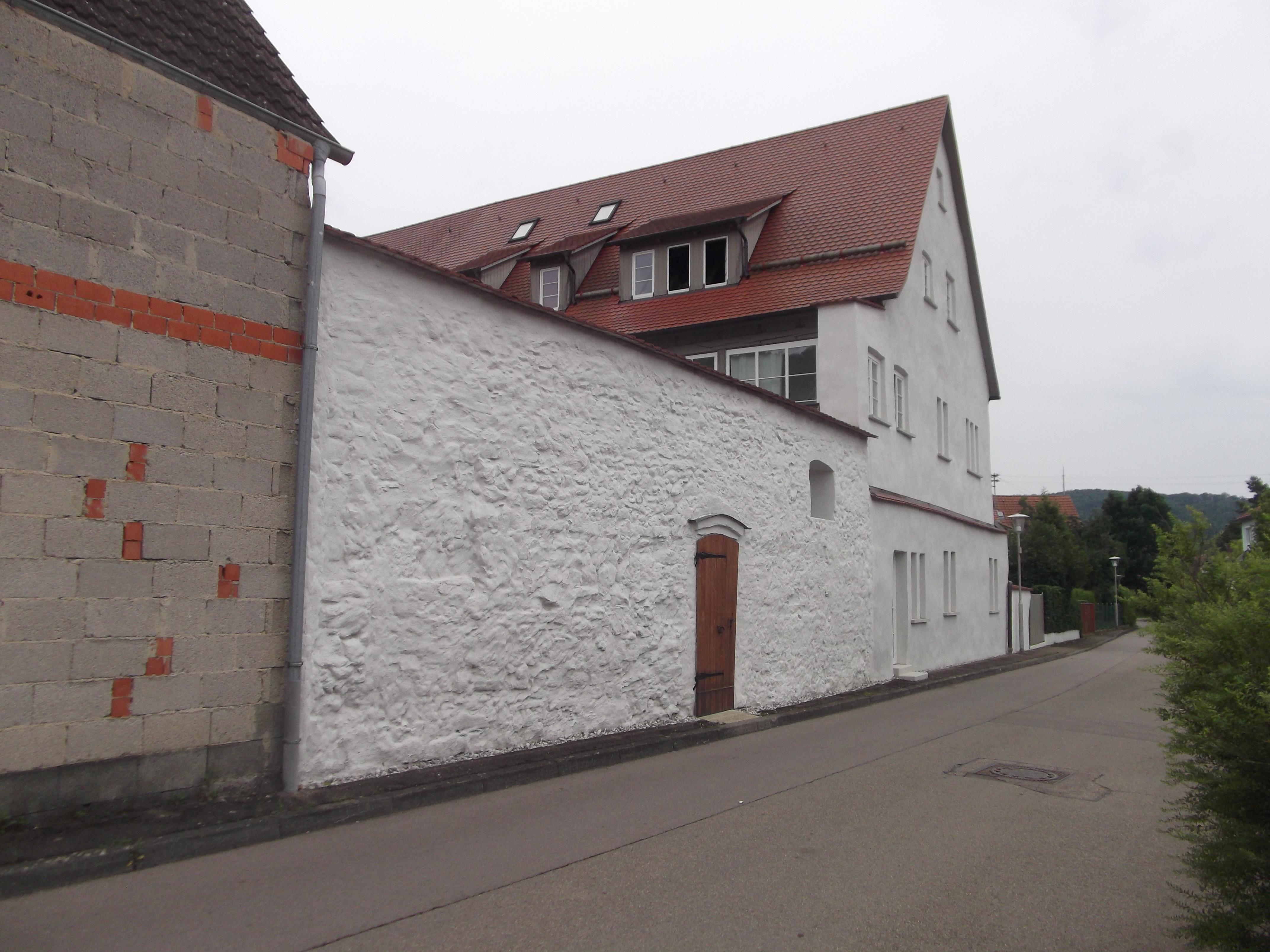
Ansicht vom ehemaligen Stadtgraben aus mit einem Teil der renovierten Stadtmauer (weiß)
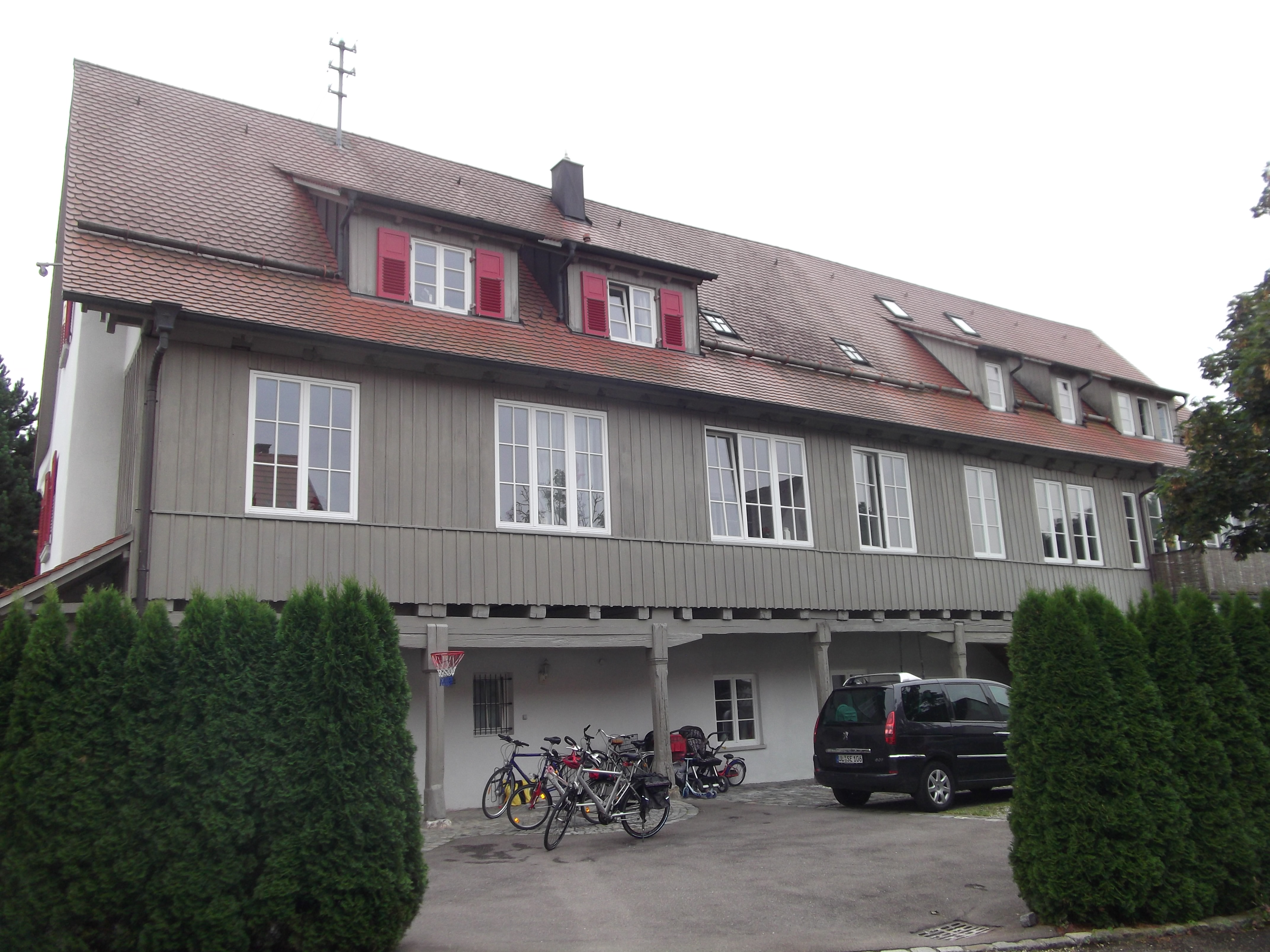
Die innere Galerie aus dem 19. Jahrhundert

## Heutige Nutzung
Das Schlössle ist bis heute im Wesentlichen baulich erhalten und wurde 2008/9 instand gesetzt. Es befindet sich in Privatbesitz und wird zu Wohnzwecken genutzt.
Das Gebäude steht unter Denkmalschutz und wurde in die Liste der Schelklinger Baudenkmale eingetragen.